# St. Ulrich (Steinekirch)

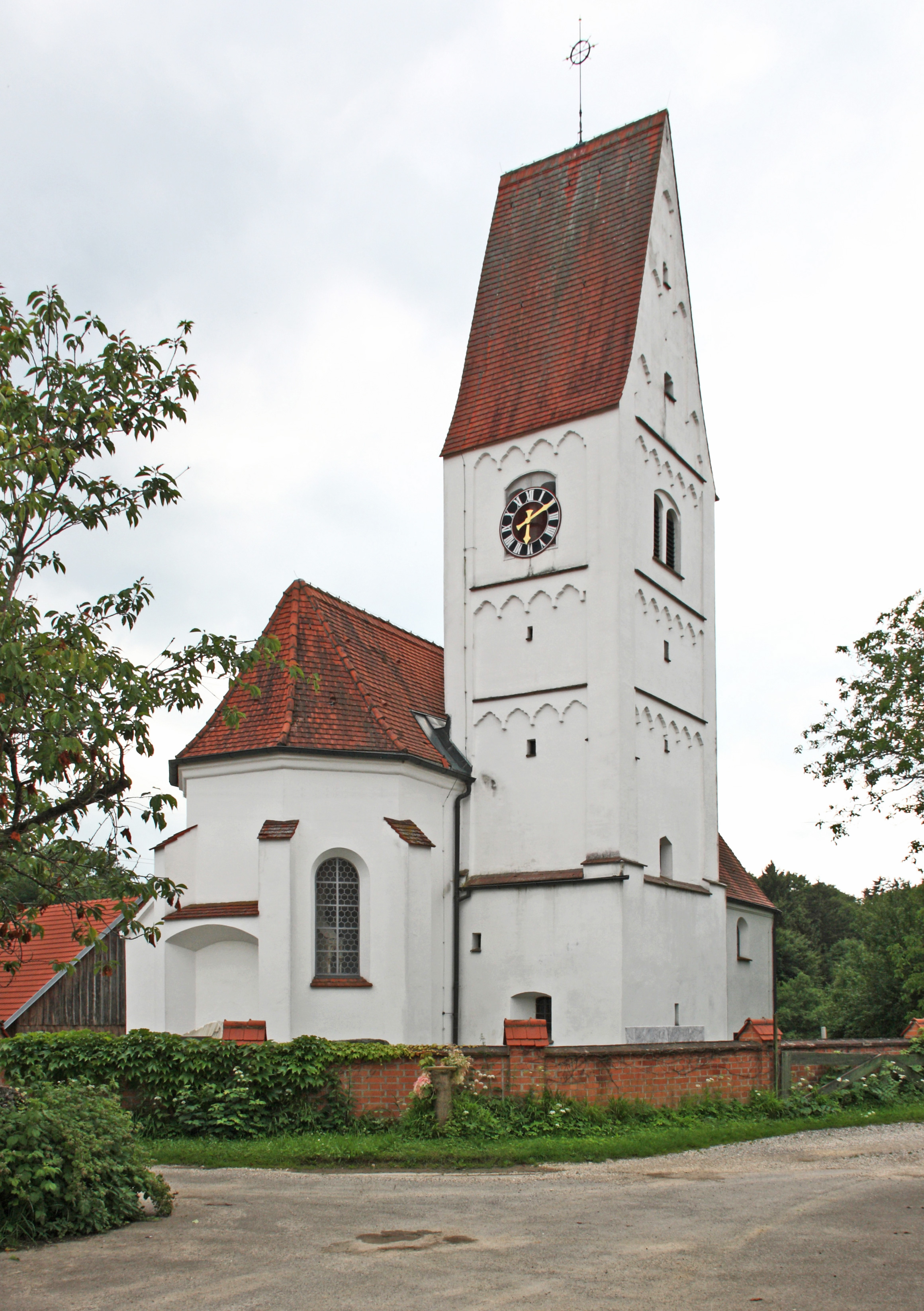
St. Ulrich in Steinekirch

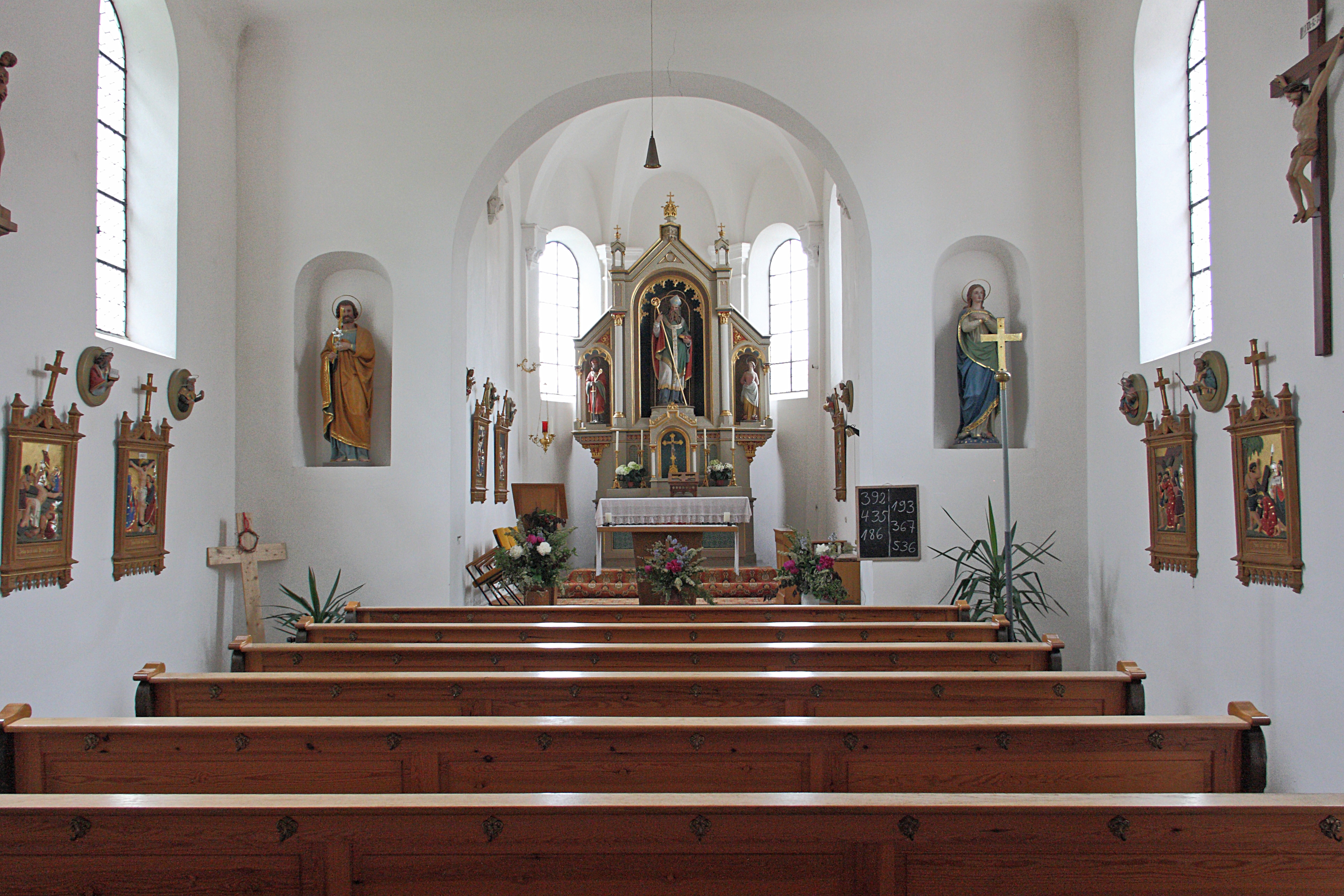
Innenraum

Die römisch-katholische Filialkirche St. Ulrich steht in Steinekirch, einem Gemeindeteil des Marktes Markt Wald im Landkreis Unterallgäu von Bayern. Das Bauwerk ist in der Liste der Baudenkmäler in Markt Wald als Baudenkmal unter der Nr. D-7-78-169-17 eingetragen.

## Beschreibung
Die Saalkirche wurde im späten 15. Jahrhundert erbaut und um 1700 verändert. Sie besteht aus einem Langhaus, einem eingezogenen, dreiseitig geschlossenen, von Strebepfeilern gestützten Chor im Osten, einer zweigeschossigen Sakristei unter dem Schleppdach im Süden des Chors und einem Chorflankenturm an dessen Nordwand, der quer mit einem Satteldach bedeckt ist. In seinen Giebeln sind die Zifferblätter der Turmuhr angebracht. Im Glockenstuhl hängen drei Gussstahlglocken. Der Innenraum des Langhauses ist mit einer Flachdecke überspannt, der des Chors mit einem Kreuzgratgewölbe. Die Fresken hat 1899 Leonhard Thoma gestaltet. Die Altäre und die Kanzel sind neuromanisch.